# Aya Endō
Aya Endō (遠藤 綾?, Endō Aya; Prefettura di Yamagata, 17 febbraio 1980) è una doppiatrice giapponese.

## Biografia
È conosciuto per essere la voce ufficiale di Minni dal 2016, in sostituzione della defunta Yūko Mizutani.

## Doppiaggio
I ruoli più importanti sono evidenziati in grassetto.

### Anime
2000
- Girls Bravo (Studentessa 2)

2004
- Alice Academy (Bambino (ep 19))
- Il conte di Montecristo (Albert de Morcerf (giovane))
- Saiyuki (Rin (Sorella di Kon))

2005
- Emma - Una storia romantica (Mary)
- Oku-sama wa Joshi Kōsei (Kasumi Horiguchi)

2006
- Twin Princess - Principesse gemelle (Trowa)
- Inukami! (Imari)
- Kiba (Cliente (ep 3); Gurauzio (ep 7,8); Sagiri)
- Rakka Ryūsui (Minatsu Hokaze)
- TOKKO (Yukino Shiraishi)
- ZEGAPAIN (Misaki Sogoru)

2007
- Engage Planet Kiss Dum (Noa Rukina)
- Lucky Star (Miyuki Takara)
- MapleStory (Nina)
- Mobile Suit Gundam 00 (Kinue Crossroad)
- Shugo Chara! (Eriko (ep 35), doppiata in italiano da Loretta Di Pisa)
- Tsubasa TOKYO REVELATIONS (Yuzuriha Nekoi)

2008
- Blassreiter (Meifong Liu)
- Macross Frontier (Sheryl Nome)
- My-Otome 0~S.ifr~ (Lena Sayers)
- Neo Angelique Abyss (Angelique)
- Pokémon: Diamante e Perla (Sumomo/Maylene)
- Sekirei (Matsu)
- Sora Kake Girl (Itsuki Kannagi)

2009
- Basquash! (Spanky)
- Fullmetal Alchemist: Brotherhood (Rosalie)
- Genji Monogatari Sennenki (Murasaki no Ue)
- Hanasakeru Seishounen (Kajika Louisa Kugami Burnsworth)
- Kanamemo (Yuuki Minami)
- Needless (Cruz Shield)
- Shikabane hime (Flesh Backbone)

2010
- Ikki Tōsen (Bacho Moki)
- Katanagatari (Biyorigō)
- Macross Frontier ~The False Songstress~ (Sheryl Nome)
- Panty & Stocking with Garterbelt (Barbie/Queen Bee)
- Sekirei ~Pure Engagement~ (Matsu)
- Sora no woto (Felicia Heideman)

2011
- Yumekui Merry (Engi Threepiece)
- Macross Frontier ~The Wings of Goodbye~ (Sheryl Nome)
- Mobile Suit Gundam AGE (Emily Asuno, Yunoa Asuno (adulta))
- Guilty Crown (Arisa Kuhouin)
- Chihayafuru (Chitose Ayase)

2012
- Sakamichi no Apollon (Yurika Fukahori)
- Accel World (Sky Raker)

2013
- Aikatsu! (Tiara Yumesaki)
- Hunter × Hunter (2011) (Komugi)
- Karneval (Tsukumo)
- Date A Live (Reine Murasame)

2016
- ClassicaLoid (Čajkovskij)

2017
- Fate/Apocrypha (Morgan Le Fay)

2018
- A Place Further Than the Universe (Yume Sasaki)
- Violet Evergarden (Cattleya Baudelaire)
- Goblin Slayer (Fanciulla della Spada)

2019
- Star Twinkle Pretty Cure (Tenjou)

2020
- Jujutsu kaisen - Sorcery Fight (Dagon (utero maledetto), Shoko Ieiri)

2021
- Love Live! Superstar!! (Hana Hazuki)

2024
- Garouden: The Way of the Lone Wolf (Saeko Izumi)

### Drama-CD
- Karneval (Tsukumo)

### Film
- Hayate the Combat Butler! Heaven Is a Place on Earth (Suzune Ayasaki)
- Jujutsu kaisen 0 - Il film (Shoko Ieiri)
- Garo: Divine Flame (Jiruba)
- Fairy Tail The Movie: Phoenix Priestess (Eclair)

### Videogiochi
- Chaotic (Krystella)
- Koumajou Densetsu: Stranger's Requiem (Yukari Yakumo)
- Rune Factory 3: A Fantasy Harvest Moon (Pia)
- Luminous Arc 3: Eyes (Orumorudi)
- Ar tonelico Qoga: Knell of Ar Ciel (Akane)
- Zangeki no Reginleiv (Freya)
- Resonance of Fate (Leanne)
- The Legend of Heroes: Trails from Zero (Elie MacDowell)
- Record of Agarest War 2 (Victoria)
- Valkyria Chronicles III (Riela Marceris)
- Super Robot Wars Z2: Destruction Chapter (Sheryl Nome)
- Final Promise Story (Mallarme)
- The Legend of Heroes: Trails to Azure (Elie MacDowell)
- Super Robot Wars Z2: Rebirth Chapter (Sheryl Nome)
- Conception (Arie)
- Time and Eternity (Makimona)
- Project X Zone (Riela Marceris, Leanne)
- Summon Night 5 (Arca)
- Yo-kai Watch (Katie Forester)
- Final Fantasy XIV: A Realm Reborn (Yda)
- Granblue Fantasy (Karin Kanzuki)
- Yo-kai Watch 2 (Katie Forester)
- Fate/hollow ataraxia (Gilgamesh (bambino))
- Bloodborne (Iosefka)
- Final Fantasy XIV: Heavensward (Yda)
- Fate/Grand Order (Gilgamesh (bambino), Rider/Quetzalcoatl)
- Project X Zone 2 (Leanne)
- Street Fighter V (Karin Kanzuki)
- Star Ocean: Integrity and Faithlessness (Fiore Brunelli)
- Yo-kai Watch 3 (Komasan, Komajiro, Katie Forester)
- Toukiden 2 (Tsubaki)
- The Legend of Heroes: Akatsuki no Kiseki (Elie MacDowell)
- Dissidia Final Fantasy: Opera Omnia (Yda)
- Fire Emblem Heroes (Clair, Alear (femmina))
- Accel World VS Sword Art Online: Millennium Twilight (Fuko Kurasaki)
- Warriors All-Stars (Sayo, Yomi)
- Fire Emblem Echoes: Shadows of Valentia (Clair)
- Azur Lane (IJN Suruga)
- Final Fantasy XIV: Stormblood (Lyse)
- Dragon Quest Rivals (Mjoll)
- Xenoblade Chronicles 2 (Herald)
- The Legend of Heroes: Trails of Cold Steel IV (Elie MacDowell, Mary Altheim)
- Dragalia Lost (Mym, Myriam, Brunhild)
- Final Fantasy XIV: Shadowbringers (Lyse)
- Teppen (Iris)
- Pokémon Masters EX (Violetta)
- The Legend of Heroes: Trails into Reverie (Elie MacDowell)
- Genshin Impact (Yelan)
- Mega Man X DiVE (Iris, Iris -another-)
- Bravely Default II (Martha)
- Super Robot Wars 30 (Ellic Yugo)
- Final Fantasy XIV: Endwalker (Lyse)
- Trinity Trigger (Kratelle)
- Goddess of Victory: Nikke (Flora)
- Fire Emblem: Engage (Alear (femmina))
- Rune Factory 3 Special (Pia)
- Honkai: Star Rail (Aglaea)
- Omega Strikers (Juno)
- Brown Dust 2 (Wilhelmina)
- Dragon Quest X: Rise of the Five Tribes Offline (Mjoll)
- Jujutsu Kaisen Cursed Clash (Shoko Ieiri)
- Persona 3 Reload (Chihiro Fushimi)
- Unicorn Overlord (Virginia)
- Eiyuden Chronicle: Hundred Heroes (Iris)
- Gundam Breaker 4 (Dora)
- Fantasy Life i: La ragazza che ruba il tempo (Hazel, Teruha, Roisin)
- Persona 5: The Phantom X (Kumi Katayama)

### Live-action
- Meteor Garden (Shan Cai)[1]

## Vita privata
È sposata con il calciatore del Júbilo Iwata, Yasuhito Endō.